# Monochamus marmorator
Monochamus marmorator là một loài bọ cánh cứng trong họ Cerambycidae.